# Estação Alameda (Metrorrey)
A Estação Alameda é uma das estações do Metrorrey, situada em Monterrei, entre a Estação Cuauhtémoc e a Estação Fundadores. Administrada pela STC Metrorrey, faz parte da Linha 2.
Foi inaugurada em 30 de novembro de 1994. Localiza-se no cruzamento da Avenida Cuauhtémoc com a Rua Arramberri. Atende o centro da cidade.